# Renealmia longifolia
Renealmia longifolia är en enhjärtbladig växtart som beskrevs av Karl Moritz Schumann. Renealmia longifolia ingår i släktet Renealmia och familjen Zingiberaceae. Inga underarter finns listade i Catalogue of Life.